# Вісьнево (Ілавський повіт)
Вісьнево (пол. Wiśniewo, нім. Kirschenau) — село в Польщі, у гміні Любава Ілавського повіту Вармінсько-Мазурського воєводства.
У 1975-1998 роках село належало до Ольштинського воєводства.